# Władimir Jumin
Władimir Siergiejewicz Jumin  (ros. Владимир Сергеевич Юмин; ur. 18 grudnia 1951 w Omsku, zm. 4 marca 2016 w Kaspijsku) – radziecki zapaśnik walczący w stylu wolnym. Złoty medalista olimpijski z Montrealu 1976. Startował w wadze do 57 kg.
Mistrz świata w 1974, 1977, 1978 i 1979. Złoty medalista mistrzostw Europy w 1975, 1976 i 1977. Triumfator Pucharu Świata w 1977 roku.
Mistrz ZSRR w 1973, 1974, 1975 i 1978; i trzeci w 1980 roku.